# 2176 Donar
2176 Donar је астероид главног астероидног појаса са средњом удаљеношћу од Сунца која износи 2,932 астрономских јединица (АЈ).
Апсолутна магнитуда астероида је 12,3.